# Mark Carew
Marcus Carew (conocido como Mark Carew; 3 de septiembre de 1954) es un deportista australiano que compitió en judo. Ganó cuatro medallas en el Campeonato de Oceanía de Judo en los años 1977 y 1979.

## Palmarés internacional
| Campeonato de Oceanía | Campeonato de Oceanía   | Campeonato de Oceanía | Campeonato de Oceanía |
| Año                   | Lugar                   | Medalla               | Categoría             |
| --------------------- | ----------------------- | --------------------- | --------------------- |
| 1977                  | Melbourne (Australia)   | Medalla de oro        | Abierta               |
| 1977                  | Melbourne (Australia)   | Medalla de plata      | –86 kg                |
| 1979                  | Rotorua (Nueva Zelanda) | Medalla de oro        | Abierta               |
| 1979                  | Rotorua (Nueva Zelanda) | Medalla de bronce     | –86 kg                |